# Edward Singleton Holden
Edward Singleton Holden (St. Louis, Missouri, 5. studenoga 1846. – West Point, New York, 16. ožujka 1914.), američki astronom, peti predsjednik Kalifornijskog sveučilišta.

## Djetinjstvo
Rođen je u St. Louisu u Missouriju 1846. od roditelja Jeremiaha i Sarah Holden. Od 1862. do 1866. pohađao je Washingtonovo sveučilište gdje je stekao akademski naslov. Poslije je bio pitomac West Pointa u razredu 1870. godine.

## Djela
Napisao je mnoge knjige iz popularne znanosti, kao i drugih tema poput zastava i grbova, te knjige za djecu poput:
- Sir William Herschel: His Life and Works, 1881.
- The Mogul emperors of Hindustan, A.D. 1398 - A.D. 1707. New York : C. Scribner's Sons. 1895 On the Mughal Emperors.
- Real Things In Nature. A Reading Book of Science for American Boys and Girls, 1916.

## Počasti
Asteroid 872 Holda, Mjesečev krater Holden i Marsov krater Holden dobili su ime Holdenu u čast.

## Obitelj
Njegov rođak George Phillips Bond bio je direktor Harvardskog opservatorija. Njegov unuk Edward Singleton Holden bio je poznati izumitelj poznat po brojnim patentima. Pripisuju mu se zasluge za dizajniranje mjerila od valjanog nehrđajućeg čelika koji se nalazi u većini suvremenih vatrogasnim uređajima.

## Vanjske poveznice
- Radovi Edwarda Singletona Holdena, Projekt Gutenberg